# スターオブコジーン
スターオブコジーン（Star of Cozzene、1988年 - 2013年）はアメリカの競走馬である。

## 戦績
1990年にハリウッドパーク競馬場のメイドン（未勝利戦）でデビューし、翌年のサンタアニタ競馬場でデビュー4戦目初勝利を挙げる。その後、チョイスハンデキャップで初重賞制覇を果たした。その後ケルソハンデキャップで重賞2勝目を挙げた後、チャーチルダウンズ競馬場のブリーダーズカップ・マイルでGI初挑戦で3着と健闘した。1992年は、8戦して2勝も重賞は未勝利に終わった。1993年初戦のサンガブリエルハンデキャップで約1年振りで重賞勝利を挙げると8戦続けて重賞で連対をはたし、頭角を現し、夏のアーリントンミリオンステークスで遂にGI初制覇を果たすと、続くマンノウォーステークスも連勝した。その後、東京競馬場のジャパンカップに遠征し、レガシーワールドの5着に敗れた。1994年4戦して未勝利におわり、連覇をねらったアーリントンミリオンステークスで12着と大敗し、この競走を最後に引退した。

## 種牡馬として
引退後は種牡馬として日本のブリーダーズ・スタリオン・ステーションで繋養された。当初はまずまずの人気だったが、初年度産駒が2重賞を制覇した後の2000年の種付けでは100頭以上を集め、再注目される。その後もときおり重賞勝ち馬を出しつつ毎年2ケタの繁殖牝馬を確保していたが、種付け頭数は漸減を続け、2009年はひとケタにまで落ち込む。2009年からはレックススタッド、2010年の種付けシーズン後は熊本県の本田牧場で繋養されていたが、2013年に死亡した。

### 産駒の傾向
産駒は若干小粒な印象があるものの勝ち上がり率は高い。芝向きでダートは無難にこなす程度。早熟のマイラーが多く、2000m以上のレースではスタミナの面で若干見劣りする面がある。前述の通り優秀な勝ち上がり率を記録しており、毎年集まる繁殖牝馬の質を考慮すれば優れた成績を収めている。

### 主な産駒
- 1997年産
  - エンゼルカロ（函館3歳ステークス、栄冠賞）
  - ユーワファルコン（中日スポーツ賞4歳ステークス）
  - マイネルビンテージ（京成杯）
  - マイネルアステール（すずらん賞）
  - ハイコンプリート（とちぎ大賞典、春光賞2回、織姫賞）
- 1998年産
  - ネイティヴハート（オーシャンステークス、東北ジュニアグランプリ）
  - ニホンピロサート（ガーネットステークス、プロキオンステークス、サマーチャンピオン、さきたま杯、兵庫ゴールドトロフィー）
- 2001年産
  - ハリーズコメット（北海道スプリントカップ）
  - マイネルブルック（きさらぎ賞）
  - テイエムボッケモン（たんぽぽ賞）
  - トレオウオブキング（OROカップ）
- 2003年産
  - フェイクフェイス（すずらん賞）
- 2004年産
  - マイネルフォーグ（谷川岳ステークス）
  - モチ（若駒ステークス）
  - ナムラグローリー（オータムスプリントカップ2回 ）
- 2005年産
  - ウイントリガー（クローバー賞）
  - マイネルスターリー（函館記念）

## 血統表
| スターオブコジーンの血統（グレイソヴリン系 / Princequillo4×5=9.38%、Mahmoud4×5=9.38%（母内）、Nasrullah5×4=9.38%、Count Fleet5×5=6.25%） | スターオブコジーンの血統（グレイソヴリン系 / Princequillo4×5=9.38%、Mahmoud4×5=9.38%（母内）、Nasrullah5×4=9.38%、Count Fleet5×5=6.25%） | スターオブコジーンの血統（グレイソヴリン系 / Princequillo4×5=9.38%、Mahmoud4×5=9.38%（母内）、Nasrullah5×4=9.38%、Count Fleet5×5=6.25%） | （血統表の出典）      | （血統表の出典） |
| 父 Cozzene 1980 芦毛 | 父の父Caro 1967 芦毛 | *フォルティノ | Grey Sovereign        | Grey Sovereign   |
| 父 Cozzene 1980 芦毛 | 父の父Caro 1967 芦毛 | *フォルティノ | Ranavalo              |                  |
| 父 Cozzene 1980 芦毛 | 父の父Caro 1967 芦毛 | Chambord | Chamossaire           | Chamossaire      |
| 父 Cozzene 1980 芦毛 | 父の父Caro 1967 芦毛 | Chambord | Life Hill             |                  |
| 父 Cozzene 1980 芦毛 | 父の母Ride the Trails 1971 鹿毛 | Prince John | Princequillo          | Princequillo     |
| 父 Cozzene 1980 芦毛 | 父の母Ride the Trails 1971 鹿毛 | Prince John | Not Afraid            |                  |
| 父 Cozzene 1980 芦毛 | 父の母Ride the Trails 1971 鹿毛 | Wildwook | Sir Gaylord           | Sir Gaylord      |
| 父 Cozzene 1980 芦毛 | 父の母Ride the Trails 1971 鹿毛 | Wildwook | Blue Canoe            |                  |
| 母 Star Gem 1978 鹿毛 | 母の父Pia Star 1961 鹿毛 | Olympia | Heliopolis            | Heliopolis       |
| 母 Star Gem 1978 鹿毛 | 母の父Pia Star 1961 鹿毛 | Olympia | Miss Dolphin          |                  |
| 母 Star Gem 1978 鹿毛 | 母の父Pia Star 1961 鹿毛 | Inquisitive | Mahmoud               | Mahmoud          |
| 母 Star Gem 1978 鹿毛 | 母の父Pia Star 1961 鹿毛 | Inquisitive | Swistar               |                  |
| 母 Star Gem 1978 鹿毛 | 母の母Soonerland 1972 鹿毛 | Fleet Nasrullah | Nasrullah             | Nasrullah        |
| 母 Star Gem 1978 鹿毛 | 母の母Soonerland 1972 鹿毛 | Fleet Nasrullah | Happy Go Fleet        |                  |
| 母 Star Gem 1978 鹿毛 | 母の母Soonerland 1972 鹿毛 | Hill Indian | Hill Prince           | Hill Prince      |
| 母 Star Gem 1978 鹿毛 | 母の母Soonerland 1972 鹿毛 | Hill Indian | Indian Nurse F-No.1-n |                  |